# Historie centrálního bankovnictví v USA

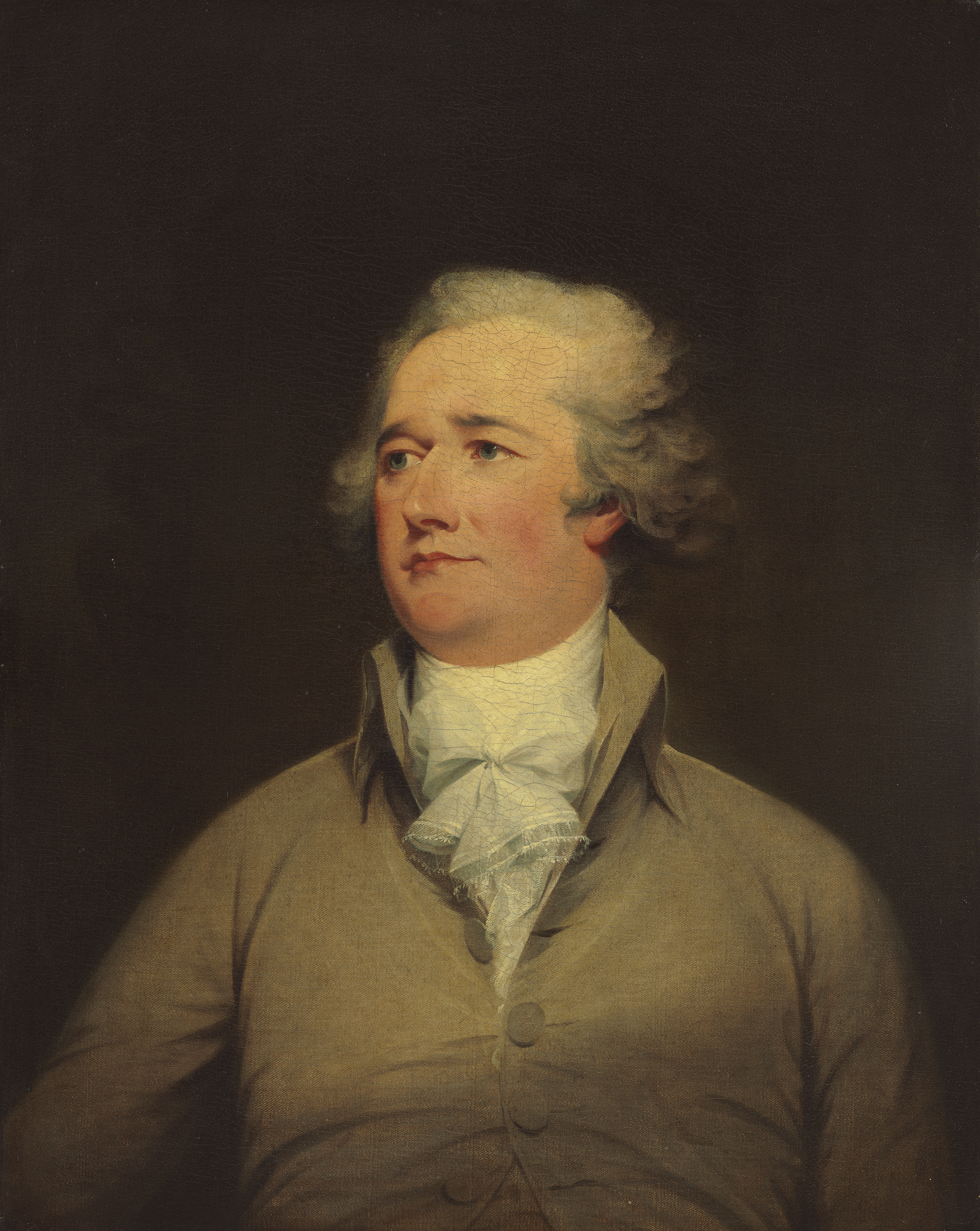
Alexander Hamilton

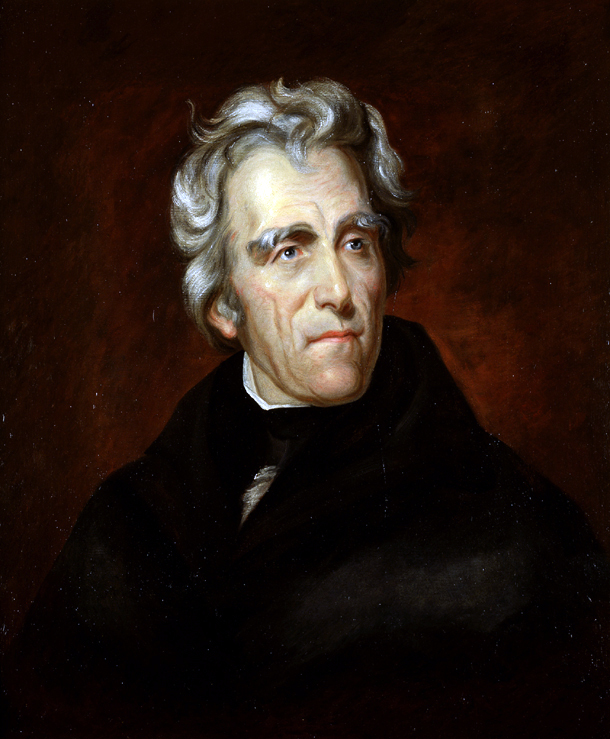
Andrew Jackson

Historie centrálního bankovnictví v USA začíná jeho první institucí s odpovědností ústřední banky, kterou byla První banka Spojených států (First Bank of the United States), akreditovaná roku 1791 Alexandrem Hamiltonem, 1. ministrem financí Spojených států amerických, který se ale dostal kvůli financování války do sporu s Thomasem Jeffersonem, který nepovažoval bankovnictví za produktivní. Akreditace jí nebyla obnovena v roce 1811. Roku 1816 ukončila pětileté období bez centrálního bankovnictví akreditace nové ústřední Druhé banky Spojených států (Second Bank of the United States). Po svém opětovném zvolení prezidentem Andrew Jackson, který se stavěl proti centrálnímu bankovnictví, stáhl vládní fondy z banky. Země vstoupila do recese a banka z ní vinila Jacksonovu politiku. Její akreditace pak nebyla obnovena v roce 1836. V letech 1837 až 1862, v době volného bankovnictví, neexistovala formální ústřední banka. Až v roce 1863 byl ustaven systém národních bank Zákonem o národním bankovnictví (National Banking Act). Série bankovních krizí z let 1873, 1893 a 1907 vyvolala silnou poptávku po vytvoření centralizovaného bankovního systému.

## Časový přehled ústředního bankovnictví USA
1791–1811
První banka Spojených států
1811–1816
Období bez centrální banky
1816–1836
Druhá banka Spojených států
1837–1862
Doba volného bankovnictví (Free Bank Era)
1863–1913
Národní banky
1913-současnost
Federální rezervní systém